# Paul Temple und der Fall Jonathan
Paul Temple und der Fall Jonathan ist ein achtteiliges Hörspiel aus der Paul-Temple-Reihe von Francis Durbridge, das der NWDR Köln im Jahre 1954 produzierte und in der Zeit vom 17. September bis 5. November 1954 erstmals ausstrahlte. Die gesamte Spieldauer beträgt 273 Minuten.

## Titel der einzelnen Folgen
1. Die Fergusons
2. Eingebung ist alles
3. Der Ring
4. Der Treffpunkt
5. Richard Ferguson
6. Eine Überraschung für Mavis Russell
7. Einladung für Mr. Elliot
8. Jonathan

## Handlung
Auf dem Rückflug von New York nach London treffen der Schriftsteller und Privatdetektiv Paul Temple und seine Frau Steve den Möbelhändler Robert Ferguson und dessen Gattin Helen aus Detroit. Sie sind auf dem Weg nach Oxford, um mit ihrem Sohn Richard, der dort studiert, seinen 21. Geburtstag zu feiern. Nach ihrer Ankunft in London erfahren sie jedoch von der Polizei, dass ihr Sohn durch einen Kopfschuss aus allernächster Nähe getötet worden ist. Ein Raubmord scheint wenig wahrscheinlich, da außer einem nicht allzu wertvollen Siegelring nichts verschwunden zu sein scheint. Im Zimmer des Toten findet Scotland Yard eine Ansichtskarte mit dem Text: "Wir amüsieren uns glänzend. Viele Grüße Jonathan". Auf Bitte der Fergusons nimmt sich Temple des Falles an. 
Schon kurz darauf bringt Reggie Macintosh, der Schwager von Richards Verlobter Dinah Nelson, eine gleichlautende Ansichtskarte dieses Jonathans zu den Temples. Doch niemand scheint diesen Mann zu kennen.
Auf einer Zeitschrift finden die Fergusons eine handschriftliche Notiz, nach der eine Person namens Europa wisse, wer der Mörder sei. Dinah Nelson hält die Journalistin Mavis Russell, die unter dem Pseudonym Europa schreibt, für mitschuldig an dem Mord. 
Als der Ganove Red Harris, dem Temple vor Jahren aus einer Klemme geholfen hatte, diesen eindringlich vor einer Einmischung in den Fall warnt, wird auf die beiden geschossen. Sie kommen aber mit dem Schrecken davon. Harris gibt Paul dann doch den Hinweis, dass "man den Ring vergessen habe".
Kurze Zeit später schwört Helen Ferguson, auf der Straße ihren Sohn Richard gesehen zu haben. Ähnliches behauptet auch Reggie Macintosh, der Richard auf einem U-Bahnhof beobachtet haben will. Tags darauf erhält der zunächst skeptische Robert Ferguson einen Anruf von seinem Sohn, der sich mit ihm in einer Wohnung treffen will. Wegen Problemen mit seinem Herzen fahren die Temples ohne Ferguson zur angegebenen Adresse und finden dort die Leiche des erschossenen Red Harris vor. 
Nachdem die Temples wegen weiterer Ermittlungen in Oxford eingetroffen sind, versucht ein Fremder, der sich als Max Wyman, einen Freund von Sir Graham Forbes, ausgibt, Steve zu entführen, was Paul aber im letzten Moment zu verhindern weiß. Kurz darauf trifft Temple in seinem Hotel Mavis Russell, die ihm den verschwundenen Siegelring übergibt, den sie per Post erhalten haben will. Auf der Innenseite des Rings sind eine Reihe von Buchstaben und Ziffern eingraviert. 
Im Restaurant Treffpunkt, das einen gewissen Mark Elliot gehört, zeigt Temple Dinah Nelson den Ring, den diese unbedingt haben will. Der Detektiv lehnt ab, doch kurze Zeit später ist der Ring verschwunden. Elliot behauptet, von Richard Ferguson erpresst worden zu sein. Dann ruft Richard im Hotel an und bittet Temple, den Ring bei seiner Hauswirtin Mrs. Gulliver abzugeben. Eine weitere, scheinbar belanglose Nachricht von Jonathan taucht auf. Inzwischen hat Scotland Yard die Jonathan-Karte an den jungen Ferguson untersucht. In Geheimschrift waren eine Reihe von Autokennzeichen aufgelistet worden. Die Auswertung der Daten ergibt, dass eine Autoschieberbande im großen Stil gestohlene Fahrzeuge umlackierte und mit falschen Nummernschildern versah.
Am nächsten Morgen erhält Temple von Elliot den Ring zurück, den ein Kellner im Restaurant gefunden haben will. Als die Temples bei Mrs. Gulliver eintreffen, finden sie die Frau schwer misshandelt vor. Durch einen Hinweis von Rudolf Charles, einen Freund von Richard Ferguson, kann die Polizei den Toten aus Fergusons Wohnung als den richtigen Max Wyman identifizieren.
Als die Temples sich nach einer telefonischen Verabredung mit Richard Ferguson wegen des Ringes am vereinbarten Ort einfinden, treffen sie stattdessen auf Mark Elliot, der ebenfalls auf Ferguson wartet. Dieser behauptet, erneut von dem jungen Mann erpresst worden zu sein. Auf der Rückfahrt zum Hotel werden die Temples und Elliot durch einen Verkehrsunfall aufgehalten. Aus einem brennenden Fahrzeug wird der tote Richard Ferguson geborgen. Die Polizei stellt fest, dass er nicht durch den Brand, sondern durch eine Schussverletzung ums Leben gekommen ist.  
Unbemerkt von ihrem Mann bittet Helen Ferguson Temple, sich in ihrem Namen mit Dinah Nelson in Verbindung zu setzen. Als die Temples in der Wohnung ankommen, können sie gerade noch den Selbstmord des Mädchens verhindern. In ihrem Schlafzimmer finden sie einen Abschiedsbrief an Jonathan, in dem steht "das sie es nicht mehr aushalten könne." Als Temple danach fragt, macht sie keinerlei Angaben. Dann erscheinen Reggie Macintosh und Rudolf Charles auf der Bildfläche, da sie sich mit Dinah verabredet hatten. Wieder im Hotel, erfahren die Temples von Macintosh, dass Dinah jetzt bereit sei auszusagen. Mavis Russell, die gerade im Hotel ist, bietet den Temples an, sie in ihrem Wagen zu der Wohnung mitzunehmen. Auf der Fahrt dorthin entdeckt Steve unter dem Fahrersitz eine Paketbombe, die von Paul im letzten Moment in die Themse geworfen werden kann. In der Wohnung treffen die beiden nicht auf Dinah, sondern auf den angeschossenen Rudolf Charles, dessen letzte Worte sind: "Ferguson ist der Ring..." 
Mavis Russell erklärt Steve, dass sie den Ring nicht mit der Post zugeschickt bekam, sondern von Richard Ferguson als Geschenk erhielt. Die Polizei findet Dinah Nelson, die erneut versucht hatte, sich das Leben zu nehmen. Im Krankenhaus berichtet sie Temple, dass sie in Notwehr auf Charles geschossen habe, weil er sie im Auftrag von Jonathan zwingen wollte, die Rolle von Richard in der Organisation einzunehmen. 
Durch die Verhaftung des Mannes, der sich als Max Wyman ausgegeben hatte, blickt man allmählich hinter die Strukturen der Autoschieberbande. Leute wie der falsche Wyman stahlen die Fahrzeuge und Red Harris verkaufte sie weiter. Richard war ein Verbindungsmann von Jonathan und sorgte dafür, dass alles reibungslos ablief. 
Temple lädt die Fergusons, Elliot und Macintosh in seine Wohnung zu einer Cocktailparty ein. Dort erklärt er, dass Richard Ferguson Max Wyman ermordete und so entstellte, dass man den Toten für ihn halten sollte, da er keine andere Möglichkeit sah, aus der Organisation auszusteigen. Den Ring hatte er gar nicht vergessen, da dieser sich längst im Besitz von Mavis Russell befand. Als Temple behauptet, Jonathan sei einer der Partygäste, zieht Macintosh einen Revolver und flieht. Sir Graham berichtet anschließend, dass sich Macintosh bei seiner Verhaftung selbst erschossen habe. 
Am nächsten Tag geht zunächst Mark Elliot, der Stellvertreter Jonathans, ins Netz der Polizei. Als er Reggie Macintosh quicklebendig vor sich sieht, merkt er, dass Temple am Vortage allen eine Komödie vorgespielt hat. Elliot war es auch, der Richard Ferguson erschoss. Er befürchtete, dass dieser im Falle einer Verhaftung alles verraten würde.  
Etwas später muss auch Robert Ferguson, alias Jonathan, der gerade im Begriff ist, mit seiner Frau das Land zu verlassen, erkennen, dass das Spiel aus ist. Ein Versuch, sich selbst zu töten, scheitert. 
Auf Nachfrage von Steve nach den letzten Worten von Rudolf Charles, meint Paul, dass er eigentlich sagen wollte, dass Ferguson der Ringführer sei.

## Besetzung
- René Deltgen: Paul Temple
- Annemarie Cordes: Steve, seine Frau
- Kurt Lieck: Sir Graham Forbes
- Herbert Hennies: Charlie, Diener der Temples
- Kurt Faber: Inspektor Gerrard
- Franz Schafheitlin: Robert Ferguson
- Lilly Towska: Helen Ferguson
- Peter René Körner: Reggie Macintosh
- Jenny Thelen: Dinah Nelson
- Edith Lechtape: Mavis Russell
- Heinz Schimmelpfennig: Mark Elliot
- Alwin Joachim Meyer: Rudolf Charles
- Hans Helmut Dickow: Richard Ferguson
- Günther Heising: Max Wyman
- Heinz von Cleve: Mr. George, Hallenportier im Star Hotel
- Frank Barufski: Red Harris
- Karl Brückel: Seymour, Gastwirt
- Karl Heinz Bender: Eddie Paget
- Paula Lepa: Mrs. Parsons
- Trude Meinz: Mrs. Gulliver
- Fritz Leo Liertz: Edward
- Franziska Walcha: Peggy u. v. a.

- Deutsch von Elfriede Engelmann
- Musik: Hans Jönsson
- Regie: Eduard Hermann

## Veröffentlichungen
- Paul Temple und der Fall Jonathan ist beim Audio Verlag auf CD und MC erschienen. (ISBN 3898133273)